# Condition de l'homme moderne
Condition de l’homme moderne est un ouvrage d’Hannah Arendt paru en 1958 en anglais sous le titre The Human Condition.
Hannah Arendt y étudie la vita activa (titre initialement prévu pour ce livre et qui fut ensuite choisi pour l'édition allemande) pour elle-même, indépendamment de la vita contemplativa. Dans l'introduction de la Condition de l'homme moderne, elle affirme vouloir redonner une place de choix à la vita activa alors que la tradition philosophique l'a historiquement reléguée au second rang derrière la vita contemplativa. Cela a eu pour conséquence de passer sous silence les différentes activités de la vita activa : 
- le travail : activité qui correspond au processus biologique du corps humain, à la vie elle-même.
- l'œuvre : activité qui correspond à la non-naturalité de l'existence humaine, à l'appartenance au monde. Elle fournit un monde artificiel d'objets, nettement différent de tout milieu naturel, dans lequel se loge chacune des vies individuelles, destiné à leur survivre et à les transcender.
- l'action : seule activité qui mette directement en rapport les hommes, sans l'intermédiaire des objets ni de la matière, correspond à la condition humaine de la pluralité, au fait que ce sont des hommes et non pas l'Homme, qui vivent sur Terre et habitent le monde.

Avec ce livre, elle désire ramener un équilibre à l'intérieur de cet appareil conceptuel et plus précisément redonner à l'action l'attention qu'elle mérite. Cette affirmation du rôle primordial de l'action vise à redonner aux hommes le souci de laisser une trace dans le monde au-delà de leur vie et à réaffirmer la dimension humaine de la pluralité. Autrement dit, Hannah Arendt redonne dans ce livre tout son sens à l'action politique en s'appuyant sur une pensée conceptuelle précise de la condition humaine et en particulier de la question philosophique par excellence, le rapport à la mort, en s'appuyant paradoxalement sur le concept de natalité. 
Le livre est composé de deux parties. Une étude systématique, assise sur la distinction conceptuelle entre le domaine public et le domaine privé, permet de préciser la signification politique des trois principales activités de la vita activa, le travail, l'œuvre et l’action ; leur rôle quant à la quête d'immortalité. Puis une étude historique, assise sur la présentation des deux événements de l'époque moderne que sont le progrès scientifique et la sécularisation, qui permet de comprendre « ce que nous sommes en train de faire » à la condition humaine : la menace de l'inertie totale, de la disparition progressive de toute action, rend particulièrement important pour l'avenir de l'homme de sauver de l'oubli la quête de l'immortalité.

## Prologue
Dans le prologue, Hannah Arendt explique la question qu'elle se pose tout au long de ce livre. Elle commence par deux exemples d'actualité au moment de la publication du livre : la conquête de l'espace et l'automatisation du travail.
1/ La conquête de l'espace est selon Hannah Arendt le principal bouleversement du XXe siècle, plus encore précise-t-elle que l'énergie nucléaire (ce en quoi elle se distingue de son premier mari, Günther Anders) : cette conquête rend un peu plus concret le rêve de quitter la terre, le « désir d'échapper à l'emprisonnement terrestre (…), l'envie d'échapper à la condition humaine » . En ce sens, la conquête de l'espace n'est pour elle qu'une nouvelle étape de la sécularisation, thème qui reviendra dans le 
dernier chapitre du livre, et qui est aussi très présent dans son essai sur le concept d'histoire.
2/ l'automatisation du travail, est très proche dans le sens où ce progrès technique est susceptible de libérer l'homme de la pénibilité du travail.
Dans les deux exemples, c'est un aspect fondamental de la condition humaine qui est remis en cause. Hannah Arendt dénonce la perte de sens liée à ces évolutions, par exemple avec l'automatisation du travail :
« C'est une société de travailleurs que l'on va délivrer des chaînes du travail, et cette société ne sait plus rien des activités plus hautes et plus enrichissantes pour lesquelles il vaudrait la peine de gagner cette liberté. »
L'objet du livre est précisément de dire quelles sont ces activités plus hautes, de ne pas les perdre de vue : « Ce que je propose est donc très simple : rien de plus que de penser ce que nous sommes en train de faire [what we are doing] », c'est-à-dire d'expliquer en quoi le progrès technique nous éloigne des préoccupations qui devraient être les nôtres vu ce qu'est la condition humaine.
Hannah Arendt explique qu'elle va répondre à cette question de deux manières :
- tout d'abord de manière systématique, en exposant les trois principales activités de la condition humaine : le travail, l'œuvre et l'action (chapitres III à V) ;
- puis de manière historique en expliquant l'origine de l'aliénation du monde moderne (XXe siècle) à travers l'étude détaillée de l'époque moderne (XVIIe - XXe siècles) (chapitre VI).
Avant la partie systématique, Hannah Arendt commence par deux chapitres introductifs sur la condition humaine et la distinction entre le domaine public et le domaine privé.

## I. La condition humaine
Hannah Arendt pose le cadre de son étude systématique par une rapide présentation des trois principales activités de la condition humaine qu'elle regroupe sous le terme « condition humaine ». Cette présentation  du travail, de l'œuvre et de l'action lui permet notamment d'insister sur le concept de natalité, central dans sa pensée :
« C'est l'action qui est la plus étroitement liée à la condition humaine de natalité ; le commencement inhérent à la naissance ne peut se faire sentir dans le monde que parce que le nouveau venu possède la faculté d'entreprendre du neuf, c'est-à-dire d'agir. En ce sens d'initiative un élément d'action, et donc de natalité, est inhérent à toutes les activités humaines. De plus, l'action étant l'activité politique par excellence, la natalité, par opposition à la mortalité, est sans doute la catégorie centrale de la pensée politique, par opposition à la pensée métaphysique. »
Le caractère primordial de l'action, de la natalité, a été occulté par la tradition métaphysique qui affirme la supériorité de la vita contemplativa sur la vita activa : « on compta l'action, elle aussi, au nombre des nécessités de la vie terrestre, de sorte qu'il ne resta plus d'existence vraiment libre que la contemplation. » En rétablissant les différences conceptuelles entre travail, œuvre et action, Hannah Arendt vise à penser la vita activa pour elle-même - ce qui ne l'empêchera pas, dans La Vie de l'esprit de s'interroger sur la vita contemplativa.
Ce rejet métaphysique de l'action et de la natalité est à lier avec la distinction que fait Hannah Arendt entre éternité et immortalité :
« Le devoir des mortels, et leur grandeur possible, résident dans leur capacité de produire de choses - œuvres, exploits et paroles - qui mériteraient d'appartenir et, au moins jusqu'à un certain point, appartiennent à la durée sans fin, de sorte que par leur intermédiaire les mortels puissent trouver place dans un cosmos où tout est immortel sauf eux. »
La quête d'immortalité est ainsi le propre du mortel qui assume la natalité et donc sa fragilité : il agit (actes et paroles) pour tâcher de laisser une trace au-delà de sa présence sur terre. Toute autre est la démarche métaphysique de quête de l'éternité qui, à force d'affirmer la suprématie de l'âme et de la pensée, en s'affirmant plus fort que les basses préoccupations terrestres, en oublie l'action :
« Ce qui importe, c'est que l'expérience de l'éternel, par opposition à celle de l'immortalité, ne correspond et ne peut donner lieu à aucune activité. »
L'objectif d'Hannah Arendt dans ce livre, en redonnant leur importance aux trois activités de la vita activa, est ainsi de « sauver de l'oubli la quête d'immortalité qui avait été à l'origine le ressort essentiel de la vita activa. » Phrase clef par laquelle elle explicite ce qui l'oppose à la philosophie de Martin Heidegger qui prétend pour sa part mener un combat contre « l'oubli de l'être ».

## II. Le domaine public et le domaine privé
L'introduction à l'étude systématique des concepts de travail, d'œuvre et d'action, se poursuit par l'étude de la distinction conceptuelle entre le domaine public et le domaine privé, occultée par l'avènement du social. L'organisation de la société s'inspire en effet du modèle de la famille :
« À l'intérieur [des groupements sociaux], l'égalité, bien loin d'être une parité, n'évoque rien tant que l'égalité des membres face au despotisme du père, avec cette différence que dans la société, où le nombre suffit à renforcer formidablement la puissance naturelle de l'intérêt commun et de l'opinion unanime, on a pu éventuellement se dispenser de l'autorité réellement exercée par un homme représentant cet intérêt commun, cette opinion correcte. Le phénomène du conformisme est caractéristique de cette dernière étape de l'évolution. (…) L'essentiel est que la société à tous les niveaux exclut la possibilité de l'action, laquelle était jadis exclue du foyer. De chacun de ses membres, elle exige au contraire un certain comportement, imposant d'innombrables règles qui, toutes, tendent à « normaliser » ses membres, à les faire marcher droit, à éliminer les gestes spontanés ou les exploits extraordinaires. »
La société de masse, caractérisée par le conformisme qui élimine la possibilité même des initiatives individuelles, se traduit ainsi par la disparition du domaine public car elle ne laisse plus de place à ce qui mérite d'apparaître publiquement, la quête de l'immortalité : « rien sans doute ne témoigne mieux de la perte du domaine public aux temps modernes que la disparition à peu près totale d'une authentique préoccupation de l'immortalité. »
De même, ce qui devrait rester privé est exposé publiquement avec l'avènement du social. C'est en particulier le cas du travail qui en devenant public n'a plus aucune limite, d'où une « croissance contre nature du naturel [qui] est habituellement considérée comme l'augmentation en accélération constante de la productivité ». Cet appel à l'auto-limitation du travail préfigure la critique de la croissance par l'écologie politique, et les réflexions actuelles autour des notions de simplicité volontaire et de décroissance.
Bref, par la confusion entre le domaine public et le domaine privé, la préoccupation du cycle vital propre à la société de consommation (production et consommation) se substitue à la quête d'immortalité. Pour sauver de l'oubli cette quête, Hannah Arendt se propose de rétablir « la place des activités de la vita activa, les unes devant paraître en public, les autres se dissimuler dans le privé ».
À la lumière de ces deux chapitres introductifs, il apparaît que le but de la partie systématique de La Condition de l'homme moderne n'est pas de définir le travail, l'œuvre et l'action, mais plutôt de situer chacune de ces activités entre le domaine public et le domaine privé, afin de préciser le rôle qu'elles peuvent tenir dans la quête de l'immortalité, et donc leur sens politique :
« je ne souhaite pas tenter l'analyse exhaustive des activités de la vita activa (…), mais je voudrais essayer d'en définir avec un peu de précision la signification politique. »

## III. Le travail
Hannah Arendt commence l'analyse systématique des différentes activités de la vita activa par le travail, dont elle rappelle la différence avec l'œuvre : cette dernière prend place dans le monde et le constitue, elle dure et pourra être utilisée par les générations suivantes, tandis que le fruit du travail est périssable, il a vocation à être consommé afin d'assurer la conservation de la vie.
Arendt reconnaît à Marx d'avoir mis en évidence cette signification du travail comme « processus de fertilité vitale », mais elle s'oppose à son idée d'une révolution qui aurait pour tâche « d'émanciper l'homme, de le délivrer du travail ». Non seulement, chercher à se libérer de la pénibilité du travail ne permet pas de se libérer effectivement de la nécessité vitale du travail, mais surtout cette quête d'abondance de Marx fait disparaître la différence entre le travail et l'œuvre, car alors :
« l'on accélère tellement la cadence d'usure que la différence objective entre usage et consommation, entre la relative durabilité des objets d'usage et le va-et-vient rapide des biens de consommation, devient finalement insignifiante »
La menace d'une telle société d'abondance, ou « spectre d'une vraie société de consommateurs », comme  elle le dit en clin d'œil au célèbre incipit du Manifeste du Parti communiste de Marx et Engels, a selon Arendt pour origine le « fait que l’animal laborans a eu le droit d'occuper le domaine public et que cependant, tant qu'il en demeure propriétaire, il ne peut y avoir de vrai domaine public, mais seulement des activités privées étalées au grand jour. »
Le modèle proposé par Hannah Arendt est plutôt celui de la sobriété, de la joie de vivre simplement : il faut accepter « de se charger du fardeau, des labeurs et des peines de la vie » car « le « bonheur », la « joie » du travail est la façon humaine de goûter la béatitude absolue d'être vivant ». Une telle attitude suppose de maintenir le travail dans le domaine privé : cette activité humaine n'a pas la capacité de laisser des traces dans le monde, ne laisse en rien l'espoir d'atteindre l'immortalité et ne peut donc avoir aucune signification politique. Comprendre et accepter cette futilité du travail permet de préserver le domaine public et ainsi de laisser la place à l'œuvre, seule activité qui crée un monde d'objets dans lequel il sera possible d'agir en quête d'immortalité.

## IV. L'œuvre
L'analyse systématique des principales activités humaines se poursuit par l'œuvre, ce qui dure, ce qui est le résultat d'une réification. La principale caractéristique de l'œuvre est d'avoir une fin prévisible, et ainsi d'offrir à l’homo faber un monde de sécurité « parce qu'il est ou s'est fait maître de la nature, mais surtout parce qu'il est maître de soi et de ses actes. »
L'automatisation du travail, et à travers elle l'absence de limites du travail, la quête de l'abondance, menace ce monde de sécurité. Les outils qui fabriquent un monde laissent la place à des machines qui imposent leur rythme et qui détruisent le monde :
« Pour une société de travailleurs le monde des machines remplace le monde réel, même si ce pseudo-monde ne peut jouer le rôle le plus important de l'artifice humain, qui est d'offrir aux mortels un séjour plus durable et plus stable qu'eux-mêmes. »
L'avènement du travail puis de la fabrication de l'œuvre dans le domaine public fait perdre son sens à l'œuvre. Pour offrir sécurité et maîtrise de soi, l'œuvre a en effet besoin d'être créée en privé avant d'être exposée publiquement :
« Cet isolement est la condition de vie nécessaire à toute maîtrise, qui consiste à être seul avec l'« idée », l'image mentale de l'objet futur. (…) Ce n'est qu'en s'arrêtant, lorsque son produit est achevé, que l'ouvrier peut sortir de son isolement. »
L'utilité de cette apparition de l'œuvre dans le domaine public se perçoit par excellence avec l'exemple des œuvres d'art : sans être elles-mêmes immortelles, elles offrent un « pressentiment d'immortalité » car elles accueillent l'action et la parole et lui permettent de survivre au moment de l'action :
« « Accomplir de grandes actions et dire de grandes paroles » ne laisse point de trace, nul produit qui puisse durer après que le moment aura passé de l'acte et du verbe. (…) Les hommes de parole et d'action (…) ont besoin de l'artiste, du poète et de l'historiographe, du bâtisseur de monuments ou de l'écrivain, car sans eux le seul produit de leur activité, l'histoire qu'ils jouent et qu'ils racontent, ne survivrait pas un instant. »
L'œuvre, pourvu qu'elle soit créée en privé, préservée de la quête d'abondance propre à la société de travailleurs, crée un monde au sein duquel les actions et les paroles peuvent laisser une trace et espérer atteindre l'immortalité.

## V. L'action
L'action, activité à laquelle est consacrée la dernière étape de l'analyse systématique, est la capacité à prendre une initiative, c'est un commencement :
« Il est dans la nature du commencement que débute quelque chose de neuf auquel on ne peut pas s'attendre d'après ce qui s'est passé auparavant. (…) Le nouveau apparaît donc toujours comme un miracle. Le fait que l'homme est capable d'action signifie que de sa part on peut s'attendre à l'inattendu, qu'il est en mesure d'accomplir ce qui est infiniment improbable. Et cela à son tour n'est possible que parce que chaque homme est unique, de sorte qu'à la naissance quelque chose d'uniquement neuf arrive au monde. »
L'acte manifeste l'unicité d'un homme, il est le « dévoilement [disclosure] » du qui. Paradoxalement, cette unicité se manifeste au sein de la pluralité, dans un réseau déjà constitué d'autres hommes, d'où deux conséquences très importantes : l'irréversibilité (l'acte aura forcément des conséquences dans le réseau des relations humaines déjà existantes), et l'imprévisibilité (l'acte n'atteint pas son but). L'action a ainsi une dimension de fragilité : personne ne peut prétendre maîtriser les effets de ses actes, personne n'est l'auteur de sa vie.
Hannah Arendt dénonce les différentes tentatives pour fuir cette fragilité : que ce soit la conception de la politique par les Romains, qui veulent prévoir toutes les conséquences de leurs actes, ou par l'idéal d'un génie produisant une œuvre d'art en restant isolé du monde :
« il s'agit toujours d'échapper aux calamités de l'action en se réfugiant dans une activité où un homme, isolé de tous, demeure maître de ses faits et gestes du début à la fin. (…) Fuir la fragilité des affaires humaines pour se réfugier dans la solidité du calme et de l'ordre, c'est en fait une attitude qui paraît si recommandable que la majeure partie de la philosophie politique depuis Platon s'interpréterait aisément comme une série d'essais en vue de découvrir les fondements théoriques et les moyens pratiques d'une évasion définitive de la politique. »
Plutôt que de fuir la fragilité, agir suppose le courage de s'exposer en public ; si l'action peut être comparée à un art, ce n'est donc pas la sculpture, mais plutôt « la danse ou le jeu de l'acteur ». L'action a vocation à apparaître dans le domaine public, elle est ce qui peut laisser une trace, ce sans quoi il n'est pas possible d'espérer atteindre l'immortalité :
« Si la force du processus de la production s'absorbe et s'épuise dans le produit, la force du processus de l'action ne s'épuise jamais dans un seul acte, elle peut grandir au contraire quand les conséquences de l'acte se multiplient ; ces processus, voilà ce qui dure dans le domaine des affaires humaines (…) Le processus d'un acte peut durer jusqu'à la fin des temps, jusqu'à la fin de l'humanité. »
La préface de Paul Ricœur à l'édition française de l'ouvrage nous éclaire sur les intentions de Condition de l'homme moderne : c'est un livre de résistance et de reconstruction après les désastres du totalitarisme. C'est dans cette perspective qu'il faut lire le chapitre consacré à l'action. Alors que les deux premières activités sont réalisées dans la sphère privée, l’action est l’activité qui met en relation les êtres humains, qui crée un espace public. Elle consiste pour les hommes à prendre la parole, à poser des actes qui les distingueront entre eux, qui révéleront leur individualité. Cette sphère est sans cesse menacée, car les hommes meurent et naissent, sont toujours nouveaux sur la place publique. Par leurs paroles et leurs actes, les hommes s’immortalisent. Les lois et les organisations politiques sont des tentatives de mettre un peu de stabilité dans la « fragilité des affaires humaines », mais cela n'est jamais suffisant, toujours à recommencer. 
Face à la menace de disparition de tout espace public, de transformation du monde commun en masse d'individus isolés, déresponsabilisés, Hannah Arendt propose deux remèdes aux fardeaux de la fragilité : le pardon est le remède possible à l'irréversibilité, et la promesse pour l'imprévisibilité. Ces remèdes sont rendus possibles par le miracle de la naissance, l'arrivée perpétuelle d'hommes nouveaux. La naissance est ainsi ce qui permet d'assumer la fragilité de l'action, elle est ce qui redonne l'espérance en la possibilité de sauver de l'oubli la quête de l'immortalité :
« C'est cette espérance et cette foi dans le monde qui ont trouvé sans doute leur expression la plus succincte, la plus glorieuse dans la petite phrase des Évangiles annonçant leur « bonne nouvelle » : Un enfant nous est né ».

## VI. Lavita activaet l'âge moderne
Si l'étude systématique du travail, de l'œuvre et de l'action a permis de voir leur signification politique, en situant chacune de ces activités entre le domaine privé et le domaine public, l'étude historique vise désormais à répondre à la question initiale d'Hannah Arendt : comprendre ce que nous sommes en train de faire, en quoi la modernité a pour effet l'aliénation du monde. Cette étude historique s'appuie sur la description de deux processus.
Le premier processus décrit par Hannah Arendt est le progrès scientifique, et en particulier l'invention du télescope. Cette invention a eu pour effet de permettre à l'homme d'avoir un point d'Archimède pour observer la Terre de l'extérieur. Les développements de la philosophie, et en particulier le cogito comme réponse au doute cartésien, ne sont que le prolongement de cette aliénation du monde. Aucune vérité ne subsiste, et c'est donc la vita contemplativa elle-même qui disparaît, c'est-à-dire que la pensée n'est plus perçue comme une manière d'atteindre l'éternité :
« le philosophe ne se détourne plus du monde périssable des illusions pour pénétrer dans le monde des vérités éternelles, il se détourne de l'un comme de l'autre, et se retire en soi-même. »
Le deuxième processus décrit, qui est en fait antérieur, est l'apparition du christianisme et d'une nouvelle espérance : l'annonce de l'immortalité de la vie individuelle. C'est alors la quête d'immortalité en ce monde, l'espoir de laisser une trace de ses actes aux générations futures, qui devient futile : la hiérarchie de la vita activa est renversée, le cycle vital du travail prenant la première place auparavant attribuée à l'action. La sécularisation, et donc la remise en cause des certitudes énoncées par le christianisme n'a fait que radicaliser cette dynamique déjà lancée : l'immortalité accessible n'est plus celle de la vie individuelle mais uniquement celle de l'espèce, celle du processus vital.
Les deux processus historiques décrits ont eu pour effet la disparition de l'espérance de l'éternité et de celle de l'immortalité pour ne plus laisser la place qu'au cycle vital. Dès lors, il n'y a plus aucune raison d'agir dans le monde, de prendre des initiatives :
« On peut parfaitement concevoir que l'époque moderne - qui commença par une explosion d'activité humaine si neuve, si riche de promesses - s'achève dans la passivité la plus inerte, la plus stérile que l'Histoire ait jamais connue. »
La tendance à l'inertie, la disparition progressive de toute action, voilà « ce que nous sommes en train de faire ». C'est donc l'avenir même de l'homme qui est en jeu et qui suppose chercher à sauver de l'oubli la quête d'immortalité.
Hannah Arendt clôt son livre en suggérant qu'outre l'œuvre et l'action, la pensée pourrait elle aussi avoir un rôle quant à cette quête d'immortalité. Cette question sera l'objet de son livre inachevé, La Vie de l'esprit.

## Annexe